# ورزشگاه مورتون دیلی
۷۱°۱۳′۸″ جنوبی ۱۵۳°۵′۵۰″ شرقی / ۷۱٫۲۱۸۸۹°جنوبی ۱۵۳٫۰۹۷۲۲°شرقی

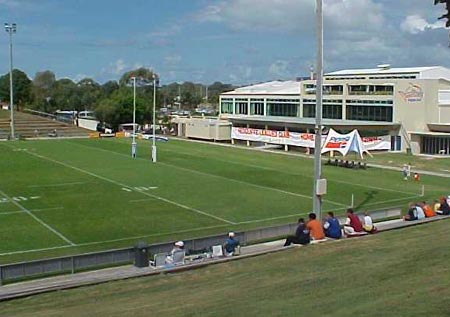
استادیوم مورتون دیلی

استادیوم مورتون دیلی (انگلیسی: Moreton Daily Stadium) یک ورزشگاه برای بازی راگبی ۱۳ نفره واقع در بریزبن (پایتخت و پرجمعیت‌ترین شهر در ایالت کوئینزلند استرالیا) است. این ورزشگاه زمین اصلی باشگاه فوتبال لیگ راگبی ردکلیف دلفینز است. این تیم در سوپرجام کوئینزلند اینستراست و همچنین باشگاه فوتبال بریزبن‌رور بازی می‌کند. این ورزشگاه به‌طور مرتب میزبان بازی‌های لیگ راگبی ملی استرالیا در پیش فصل است. مورتون دیلی میزبان فینال‌های بزرگ جام کوئینزلند در سال‌های ۲۰۰۱، ۲۰۰۲ و ۲۰۰۳ بود.